# Sugny (Francja)
Sugny – miejscowość i gmina we Francji, w regionie Grand Est, w departamencie Ardeny.
Według danych na rok 1990 gminę zamieszkiwało 79 osób, a gęstość zaludnienia wynosiła 13 osób/km².